# Первомайский (Воробьёвский район)
Первомайский — посёлок в Воробьёвском районе Воронежской области России. 
Входит в состав Солонецкого сельского поселения.

## География

### Улицы
| - ул. Высоцкого, - ул. Гагарина, - ул. Есенина, - ул. Ленина, - ул. Лесная, - ул. Мира, | - ул. Молодёжная, - ул. Октябрьская, - ул. Первомайская, - ул. Привокзальная, - ул. Шевченко. |

## История
В 1896 году через территорию будущего Воробьёвского района проходила стройка железной дороги, что стало вехой развитии нового посёлка.
Название получила название от того, что железная дорога была построена графом Ширинкиным и в честь его был назван разъезд станции Ширинкино. 30 июля 1928 года решением ВЦИК и СНК РСФСР был образован Воробьёвский район, в состав нового района вошла станция Ширинкино. На эту станцию съезжался весь округ Воробьевского района - Краснополье, Никольское, Елизаветовка, Берёзовка другие. Покупали билеты в кассе на Воронеж, это и считалось сообщение железной дороги области с другими районами. Товарные поезда тоже служили району и доставляли груз Воробьевскому району. По железной дороге перевозили кирпич, свеклу, соль, доски, лес, штакетник, уголь, горбыль для строительства колхозов и совхозов.
В 1961 году указом Президиума Верховного Совета РСФСР поселок Ширинкин переименован в Первомайский.

## Население
| 2010 |
| ---- |
| 556  |